# Monte Malville
Il Monte Malville (in lingua inglese: Mount Malville) è una vetta antartica alta 1.030 m, situata 9 km a sudovest dell'Ackerman Nunatak, nella parte settentrionale del Forrestal Range, nei Monti Pensacola, in Antartide. 
Il monte è stato mappato dall'United States Geological Survey (USGS) sulla base di rilevazioni e foto aeree scattate dalla U.S. Navy nel periodo 1956-66.
La denominazione è stata assegnata dall'Advisory Committee on Antarctic Names (US-ACAN) in onore di J. McKim Malville, stodioso dell'aurora polare
presso la Stazione Ellsworth nell'inverno del 1957.